# Climm
climm (precedentemente chiamato mICQ) è un client testuale — open source e multipiattaforma — per il protocollo ICQ sviluppato da Rüdiger Kuhlmann, ma originariamente creato da Matt D. Smith.
Ne esistono versioni per una grande varietà di sistemi operativi tra cui: AmigaOS, BeOS, Windows (tramite Cygwin o MinGW), macOS, NetBSD/OpenBSD/FreeBSD, GNU/Linux, Solaris, HP-UX e AIX.

## Versioni
La prima versione, con il nome di mICQ, risale al 16 agosto 1998 per opera di Matt D. Smith che ne conduce lo sviluppo sino alla versione 0.4.8. Con la morte del suo creatore nel 2001, lo sviluppo viene continuato da Rüdiger Kuhlmann che registra mICQ sotto licenza BSD. Il 10 giugno 2002 esce la versione 0.4.9 sotto licenza GPL. L'ultima versione è la 0.6 e risale al 10 settembre 2007: equivale alla 0.5.4.2 dell'8 luglio 2007, ma ha comportato la modifica del nome in climm.
Sul sito ufficiale sono disponibili, oltre al sorgente e ai binari da scaricare, le traduzioni del client in diverse lingue fra cui anche l'italiano.

## Funzionalità
Il software supporta gran parte delle funzionalità del protocollo utilizzato da ICQ, fra cui:
- l'organizzazione degli utenti in una lista di contatti;
- la ricerca di altri utenti;
- la creazione di nuovi account;
- il supporto per la gestione delle autorizzazioni;
- l'impostazione dello stato attuale dell'utente (In linea, Disponibile per la chat, Occupato, Away, Non disponibile);
- l'invio e la ricezione di file;
- il supporto SSL per la cifratura delle connessioni;
- il riconoscimento del client remoto (climm, Kopete, Miranda IM, alicq, YSM, ICQ e ICQ Lite, e altri);
- avvisi di ricorrenza particolare;
- il salvataggio delle sessioni di chat;
- il supporto di Off-the-Record Messaging per la cifratura dei messaggi;
- le chat di gruppo.